# Arkadespil
 Denne artikel bør gennemlæses af en person med fagkendskab for at sikre den faglige korrekthed.

Arkadespil er en betegnelse for spil, heriblandt videospil, som er at finde i spillehaller (engelsk: amusement arcade). I spillehaller er spillemaskinerne udstyret med møntindkast, som skal anvendes for at starte spillet. Når spillet tabes, giver mange videospil mulighed for, at spilleren kan fortsætte hvor han slap, eller i nærheden deraf, ved at indkaste flere penge.
Arkadespil er typisk designet til at være lettilgængelige, så nye spillere med det samme kan spille dem, samtidig med, at de er udfordrende nok til, at de fleste spillere bliver nødt til at indkaste mange mønter for at spille i længere tid. Spillene er derfor typisk action-orienterede, og indeholder ikke længere historier og omstændelig opbygning på samme måde, som mange spil til hjemmemarkedet.

## Arkadespil til hjemmet
Eftersom mange spil, der oprindeligt stammer fra spillehallerne, også er blevet udgivet til spillekonsoller til hjemmebrug, bruges "arkadespil" også til at betegne disse. Det sker, at arkadespil bliver udgivet til hjemmekonsoller uden ændringer, men i mange tilfælde bliver der lavet om på spillene, så de kommer til at afvige mere eller mindre fra den egentlige arkade-udgave. Dette kan skyldes forskelle på hardware i de forskellige maskiner, som gør, at den samme lyd eller grafik ikke kan overføres direkte, men kan også skyldes designmæssige beslutninger for at tilpasse spillet mere til hjemmebrug. I "fighting"-spil, der konverteres fra arkade- til hjemmeudgaver ses det f.eks. tit, at der i hjemmeudgaven bliver tilføjet nye måder at spille på, som egner sig bedre til længere tids spil end i originaludgaven.
Der findes desuden en række opsamlinger af arkadespil til flere forskellige hjemmekonsoller, udgivet af forskellige spilfirmaer. Særligt for denne form for udgivelse er, at spillene så vidt muligt er identiske med de originale arkadeudgaver. Det viser sig dog til tider, grundet den forskellige hardware, at hjemmeudgaverne kommer til at afvige med hensyn til f.eks. hastighed, hvilket gør, at oplevelsen ikke bliver identisk med originalen.

## En og flere spillere
Mens nogle arkadespil kun kan spilles af en enkelt spiller, giver andre mulighed for at to eller flere spillere kan spille enten med eller mod hinanden. Af praktiske årsager kan alle spil typisk påbegyndes af en enkelt spiller, mens flere spillere til enhver tid kan slutte sig til spillet mod betaling. I nogle spil kan flere spillere kæmpe side om side mod computerstyrede fjender, som f.eks. i "Final Fight". I andre spil vil "spiller 2" automatisk afbryde spillet og udfordre "spiller 1" ved at indkaste penge, som i f.eks. "Street Fighter 2". I sådanne spil, hvor spillerne konkurrerer mod hinanden, vil den spiller, der vinder, typisk kunne fortsætte med at spille mod computeren uden at skulle indkaste penge igen. Spilleren, der taber, bliver derimod nødt til at betale for at udfordre vinderen igen.
Visse spil indeholder ikke mulighed for, at flere spillere kan spille samtidigt, men er derimod udstyret sådan, at spillet går på skift, når den ene spiller f.eks. mister et liv. Et eksempel på et sådan spil kunne være "Ghosts 'n Goblins".

## Genre
Selvom betegnelsen "arkadespil" kan bruges til at afgrænse visse typer af spil i forhold til andre, kan det ikke siges, at være en genre som sådan, idet forskellige arkadespil typisk falder under andre allerede definerede genrer. Genrer, der er udbredte inden for arkadespil kunne være shooter, beat'em'up, fighting, racing og platform. Omvendt er mere tidskrævende genrer som adventure, RPG og strategi ikke noget, der forbindes med arkadespil.

## Eksempler på arkadespil
- Space Invaders, Taito, 1978
- Pac-Man, Namco, 1980
- Donkey Kong, Nintendo, 1981
- Gradius, Konami, 1985
- Street Fighter II, Capcom, 1991
- Mortal Kombat, Midway, 1992
- Tekken, Namco, 1994
- Time Crisis, Namco, 1995
- Street Fighter IV, Capcom, 2008